# ACCEL
ACCEL（アクセル）は、日本の格闘技興行。2004年7月31日に旗揚げ戦を開催。空手道場「勇誠会」代表の酒谷敏生が「神戸から日本へ、日本から世界へ」をコンセプトに旗揚げし、神戸市など関西を中心に開催。酒谷は大のギャグ、動物好きで、観る者を楽しませるイベントを創り上げることを目指している。
主に打撃系に特化し、キックボクシングルールが7割、ほぼ素手で肘打ち、頭突き、投げありと言ったミャンマーラウェイルール、フルコンタクト空手ルール、MMAルールなどの試合が行われている。かつてはミドル級以上の比較的重い階級に主眼を置いていたが、次第に65kg、60kgクラスが中心となっていった。フェザー、ライト、ミドル、ヘビーの4階級を設け、武道会ルール(MMAルール)では、無差別のみ設置。

## 主な歴代出場選手
- 村浜武洋[1]
- 金泰泳[1] - 2011年10月12日に勇誠会本部にて30万ドル3年契約を結んだ。
- 後藤龍治[1]
- 大石亨[1]
- 瀧川リョウ[1]
- ボブ・サップ[1]
- 長島雄一郎[1] - 酒谷率いる勇誠会の第8回格闘空手選手権で優勝している。
- 小西拓槙
- 角谷正義
- YURA[2]
- 小野寺天汰[2]
- アレクサンダー大塚[2]
- 横山剛[2]
- KOKI SHIMOKAWA[2]（シモミシュラン）
- 我龍真吾[2]
- 山中司[2]
- 紅闘志也[2]
- 横山伸吾[2]
- 黒田昌裕[2]
- 大原裕也[2]